# Абрамов, Николай Фёдорович
Никола́й Фёдорович Абра́мов  (1909—1943) — советский разведчик.

## Биография
Родился в 1909 году в Варшаве в семье полковника (впоследствии — генерал-майора) РИА Фёдора Абрамова, участника Русско-японской и Первой мировой войн. В Гражданскую войну Фёдор Абрамов воевал на стороне белых сначала в Вооружённых силах Юга России (ВСЮР), затем в Русской армии генерал-лейтенанта Петра Врангеля. Вместе с ней Ф. Абрамов в ноябре 1920 года эвакуировался из Крыма в Турцию; его семья (мать, жена и 11-летний сын) остались в большевистской России, в городе Ржев.
Вследствие своего генеральского происхождения Николаю Абрамову было невозможно рассчитывать на получение в СССР высшего образования. В 1926 году, окончив семилетнюю школу, он работал чернорабочим, а в 1929 был призван на военную службу и направлен на Черноморский флот. После окончания водолазной школы в Балаклаве получил назначение в Экспедицию подводных работ особого назначения (ЭПРОН) при ОГПУ, принимал участие в поисках и подъёме потопленных во время Гражданской войны кораблей и судов. В ходе одной из таких операций при расчленении корпуса затонувшего крейсера был серьёзно контужен взрывной волной, после чего дисквалифицирован как водолаз.

## Служба в ОГПУ и НКВД
В 1930 году Николай Абрамов стал сотрудником Иностранного отдела (ИНО) ОГПУ и получил оперативный псевдоним Ворон. Его начали готовить к заброске на нелегальную работу в Европу.
В сентябре 1931, находясь в качестве матроса в составе экипажа советского торгового судна, бежал с него во время стоянки в Гамбурге. Внедрившись в круги русских эмигрантов, разыскал своего отца, который в тот момент возглавлял в Софии 3-й (Балканский) отдел РОВС. Пользуясь своим происхождением, создал шпионскую сеть, контролировавшую деятельность РОВСа в Болгарии. С 1934 года, после установления дипломатических отношений между Болгарией и СССР, в Софии была создана резидентура ИНО НКВД, которую возглавил Василий Терентьевич Яковлев, формально числившийся атташе советского полпредства; он же стал оператором нелегальной шпионской сети, созданной ранее Николаем Абрамовым.
В 1937 году Николай Абрамов подпал под подозрение контрразведки РОВС как возможный большевистский агент. В сентябре 1937 года, после того, как из Парижа поступило известие о похищении агентами НКВД руководителя РОВСа генерал-лейтенанта Евгения Карловича Миллера, Абрамов был арестован болгарской полицией и через несколько дней выслан из Болгарии как нежелательный иностранец. Вместе со своей семьёй выехал в Париж, где, установив связь с местной резидентурой НКВД, получил распоряжение немедленно вернуться в СССР. По возвращении служил в Воронежском областном управлении НКВД.

## Вторая мировая война
После начала Великой Отечественной войны 1941—1945 годов был отправлен в составе разведывательно-диверсионной группы НКВД в Одессу, в октябре 1941 года оккупированную румынскими войсками. В Одессе участвовал в диверсионных и других операциях. Погиб в 1943 году; точные обстоятельства гибели не установлены.